# Elektrische veiligheidsklasse
De klasse-indeling elektrische arbeidsmiddelen is gemaakt om bepaalde elektrische eigenschappen van arbeidsmiddelen/apparaten aan te geven en vervolgens in welke omstandigheden deze gebruikt mogen worden. Niet elk elektrisch arbeidsmiddel is geschikt voor elke gebruiksomgeving. Elektrotechnici - zoals keurmeesters van elektrische arbeidsmiddelen - gebruiken deze indeling om te kunnen beoordelen op veiligheid. Reparateurs geeft het informatie over bepaalde te gebruiken onderdelen. De indeling loopt van de laagste klasse 0 tot de hoogste klasse III.

## Klasse 0

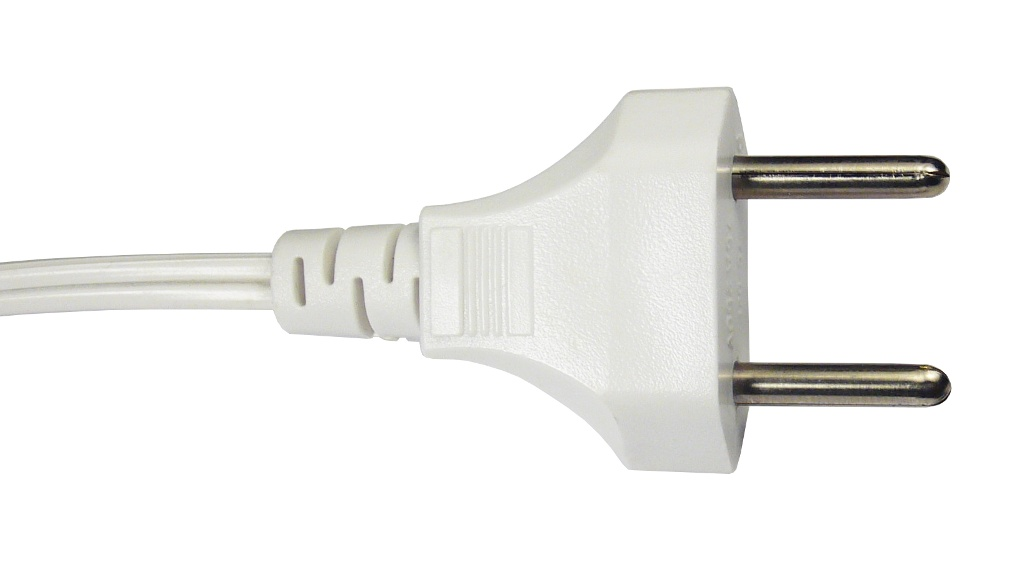
Stekkers met twee aansluit pinnen. Ze lijken op die van klasse II, doch de isolatie is enkelvoudig. Hier te zien aan de twee individuele aders van het snoer.

In deze laagste klasse is er meestal maar één enkelvoudige afscherming tussen de elektrisch geleidende delen en gebruiker. Hierom is zo een apparaat of object - bijvoorbeeld een schemerlamp - erg kwetsbaar. Het geeft een minimale bescherming. Bij een defect zouden metalen delen onder spanning kunnen komen te staan. Apparaten in deze klasse zijn daarom alleen geschikt in een droge schone ruimte zoals een woonkamer. 
Klasse 0 objecten worden steeds vaker vervangen door die van klasse II.

## Klasse I

Beschermingsklasse I

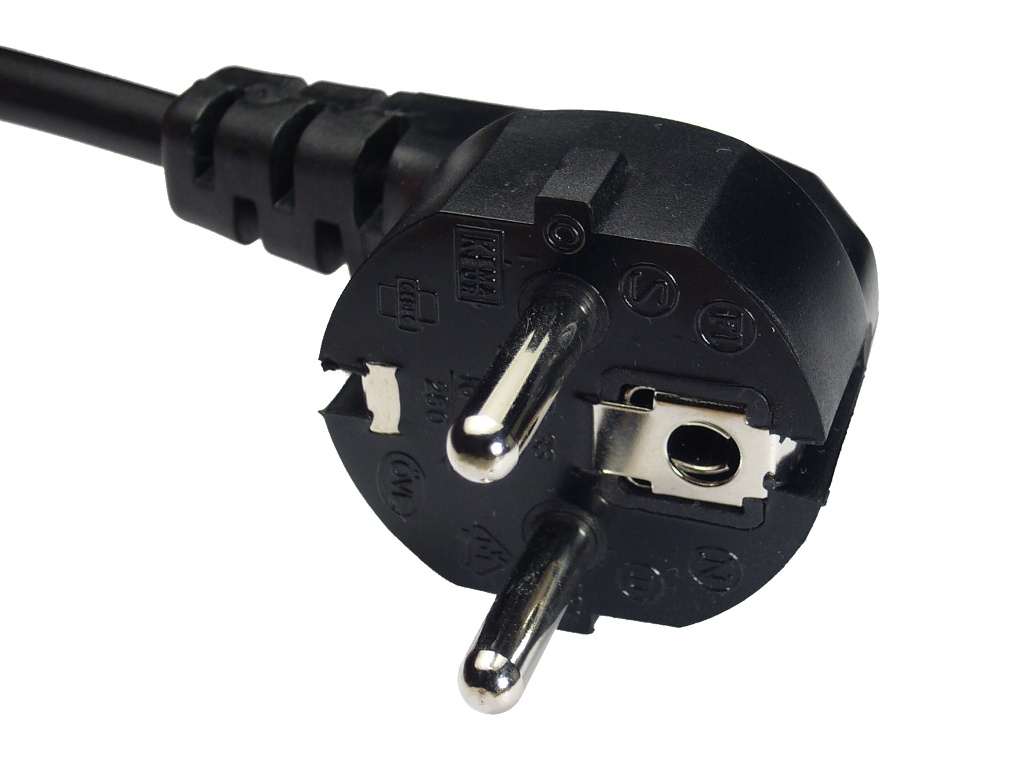
Voor apparaten met aarding zijn de metalen delen aan de zijkant of de bus van de stekker het belangrijkst.

Metalen delen van apparatuur die in deze klasse vallen worden verbonden met een aardbeschermingsleiding, de zogenaamde aarde. Mocht er een defect ontstaan dan kan de stroom relatief veilig worden afgevoerd en de aardlekschakelaar in een meter-, bouw- of zwerfkast afschakelen.
Een apparaat van deze klasse wordt doorgaans aangesloten op een contactdoos met beschermingsaarde zoals type E met aardingspen, of randaarde type F schuko.
Soms wordt op dergelijk apparaat een rondje met aardingsteken afgebeeld.

## Klasse II

Beschermingsklasse II

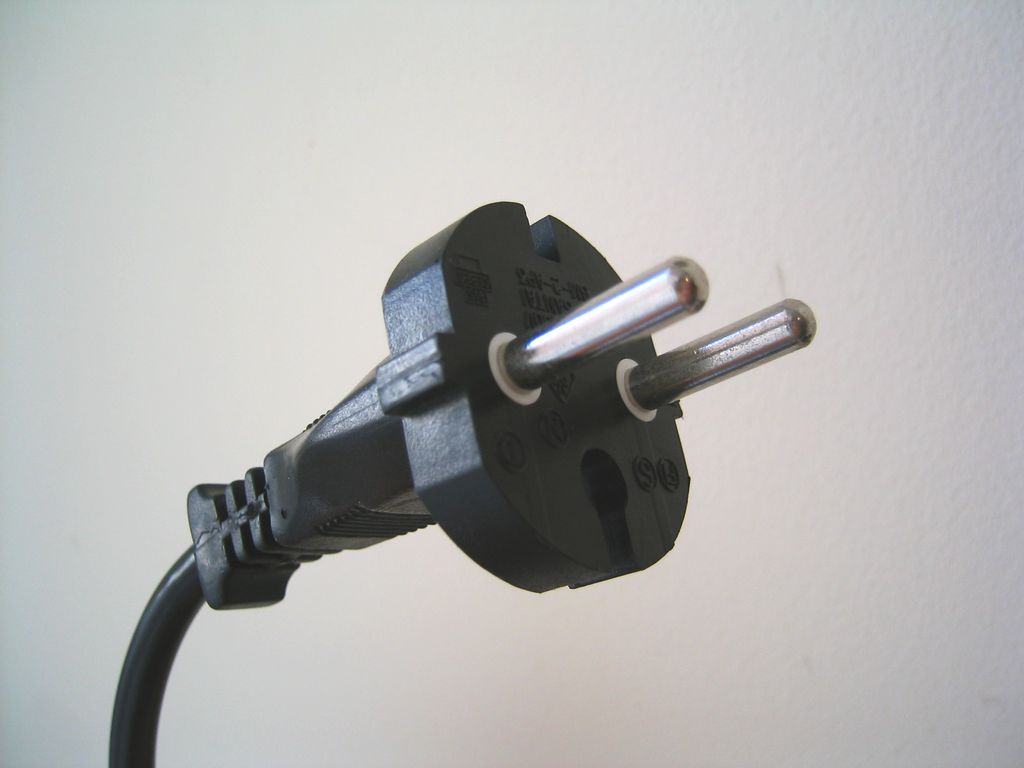
Stekkers met 2 aansluit pinnen. Om de geïsoleerde geleiders zit een extra isolerende mantel.

Apparaten die in deze groep vallen zijn dubbel-geïsoleerd of hebben een extra sterke isolerende behuizing. 
Deze klasse is herkenbaar aan het verplichte dubbel-isolatie teken dat erop staat. Het dubbele vierkantje.

## Klasse III

Beschermingsklasse III

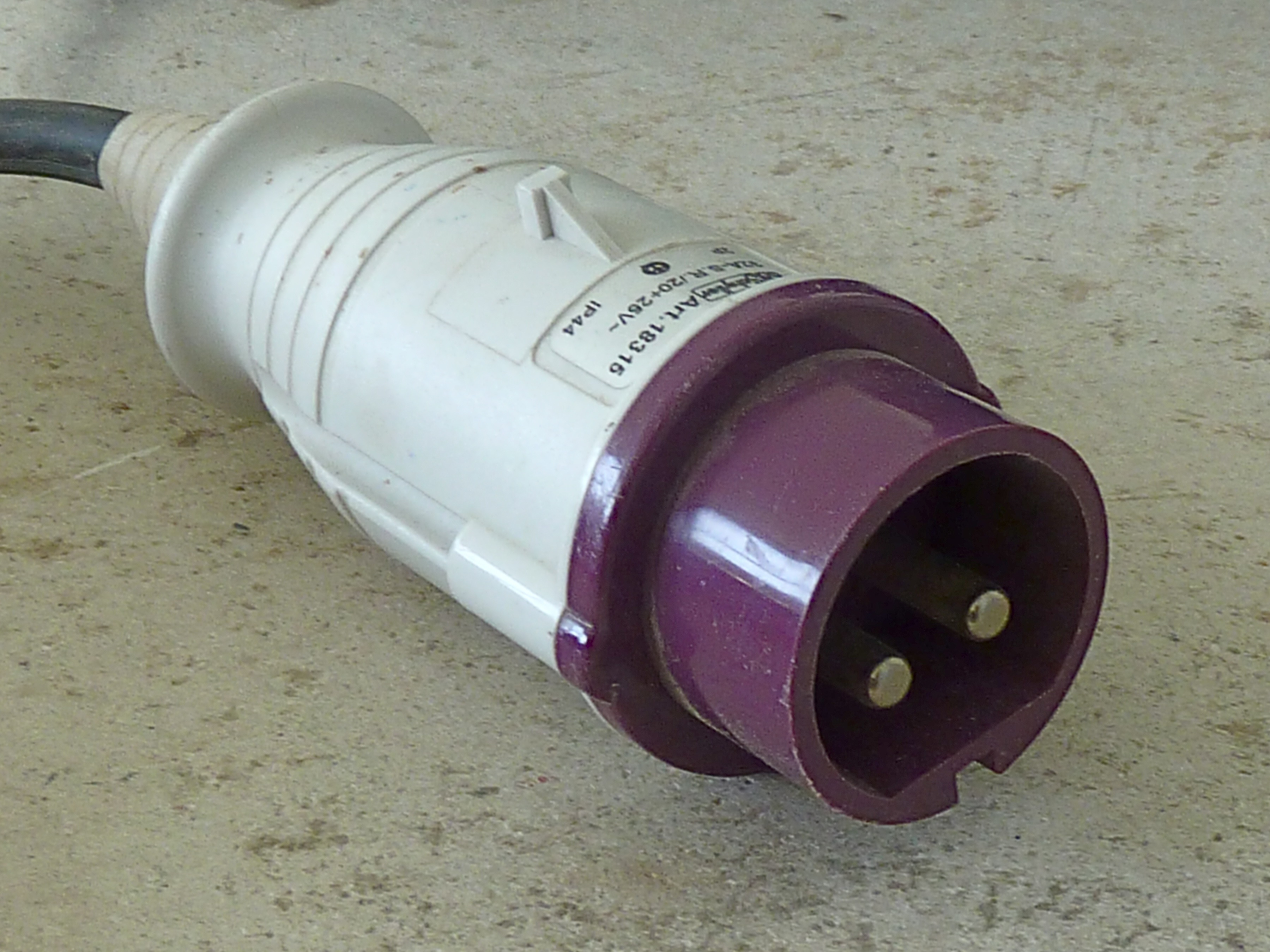
Contactstop geschikt voor klasse III apparaten.

Dit is de hoogste klasse. De apparaten in deze groep werken op een extra lage spanning van minder dan 50 volt wisselspanning. Bijvoorbeeld 42 of 24 volt. De spanning komt dan van een veiligheidstransformator. Er is ook veilige apparatuur die op 120 volt gelijkspanning werkt. 
Bij klasse III apparatuur wordt speciaal stekker-materiaal toegepast.
Apparaten in deze klasse zijn herkenbaar aan het symbool van een ruitje met III er binnenin.

## Veiligheid
De veiligste elektrische apparaten werken op een accupack of batterij. De acculaders zelf dus niet.
Let wel: veiligheid is een relatief begrip. "Veilige" klasse III-apparatuur is in een brand- en explosiegevaarlijke omgeving — zie ATEX — nog steeds levensgevaarlijk. Zo ook accu-apparatuur en bijvoorbeeld een zaklantaarn.